# Gérald Baticle
Gérald Baticle (Amiens, 10 ottobre 1969) è un allenatore di calcio ed ex calciatore francese, di ruolo attaccante, commissario tecnico della nazionale under-21 francese.

## Carriera

### Giocatore
Baticle incominciò a giocare a calcio nella sua regione nativa, la Picardie, per l'Amiens. Nel 1991 Baticle attirò le attenzioni dello staff dell'Auxerre, in particolare di Guy Roux, e venne ingaggiato dalla squadra. Giocò la sua prima partita in Ligue 1 il 19 settembre 1991, nella sconfitta esterna per 2-1 contro il Metz. Nella stagione 1992-1993, diventò il capocannoniere della Coppa UEFA. Nella medesima competizione, l'Auxerre raggiunse le semifinali, per poi venir eliminato ai tiri di rigore dal Borussia Dortmund. L'anno successivo, il 14 maggio 1994, Baticle segnò nella finale di Coupe de France, dove l'Auxerre batté il Montpellier per 3-0, e vinse il suo primo titolo nazionale.
Nella stagione 1994-1995, Baticle combatté per il posto da centravanti nell'emblematico 4-3-3 di Guy Roux contro l'emergente Lilian Laslandes. Scelse allora di spostarsi all'ambizioso Strasburgo dove si unì a una squadra ricca di Frank Lebœuf, Franck Sauzée e Aleksandr Mostovoi. Baticle restò tre stagioni allo Strasburgo ed è diventato capitano dopo la partenza di Leboeuf nel 1996. Fu riposizionato come un centrocampista offensivo da Jacky Duguépéroux e, in questa posizione, fu utile nella vittoria dello Strasburgo nella Coupe de la Ligue 1997, così come nella Coppa UEFA 1997-1998 durante la stagione successiva dove lo RC Strasburgo fu sconfitto agli ottavi di finale per 3-2 dall'Inter, poi vincitrice del torneo.
Ritornò nel 1998 all'Auxerre, e formò una coppia d'attacco con il campione del mondo Stéphane Guivarc'h e il giovane Djibril Cissé. Nel dicembre 1999, si trasferì al Metz, dove stette per tre anni, e poté godere di molti successi, in posizione di attaccante. Nel 2002 Baticle si trasferì al Troyes per una stagione prima di concludere la sua carriera nel 2003-2004 in Ligue 2 con il Le Havre. La sua ultima partita risale al 22 maggio 2004 nella sconfitta in trasferta per 4-1 contro il Nancy.

### Allenatore
Baticle, dopo il ritiro dal calcio giocato, allenò l'Auxerre Under-18 per tre anni, vincendo la Coppa Gambardella nel 2007. Nell'ottobre del 2008, Pascal Janin fu esonerato dal posto di allenatore nello Stade Brestois e il presidente dello Stade Brestois, Corentin Martins, era ansioso di dare il posto al suo ex-compagno di squadra Baticle. Inizialmente, il presidente dell'Auxerre, Jean-Claude Hamel, non voleva far partire Baticle da Auxerre, ma infine fu trovato un compromesso e Baticle divenne l'allenatore dello Stade Brestois. Vinse la sua prima partita il 7 novembre 2008 contro il Bastia, per 4-0. Fu esonerato nel maggio del 2009, e fu rimpiazzato da Alex Dupont. Il 31 maggio 2011 viene scelto come allenatore Under-19 del Lione, restando un mese sulla panchina. Infatti, a luglio del medesimo anno, Baticle divenne il Vice-allenatore del Lione.
Nell'estate del 2019 diventa vice-allenatore dell'Olympique Lione, come assistente di Sylvinho. Dopo l'esonero di quest'ultimo il 7 ottobre assume l'interim della guida tecnica della squadra, che lascia il 14 ottobre a Rudi Garcia. Il 23 maggio 2021 assume l'incarico di allenatore dell'Angers, succedendo a Stéphane Moulin.

## Palmarès

### Giocatore

#### Club
- Coppa di Francia: 1

Auxerre: 1993-1994
- Coppa di Lega francese: 1

Strasburgo: 1996-1997

#### Individuale
- Capocannoniere della Coppa UEFA: 1

1992-1993 (8 gol)

### Allenatore
- Coppa Gambardella: 1

Auxerre U-18: 2007